# 26986 Чаславська
26986 Чаславська (26986 Čáslavská) — астероїд головного поясу, відкритий 4 листопада 1997 року.
Тіссеранів параметр щодо Юпітера — 3,196.